# 24189 Lewasserman
24189 Lewasserman là một tiểu hành tinh vành đai chính với chu kỳ quỹ đạo là 1219.4383348 ngày (3.34 năm).
Nó được phát hiện ngày 6 tháng 12 năm 1999.